# Picconia excelsa
Picconia excelsa ist eine Pflanzenart aus der Gattung Picconia uns damit aus der Familie der Ölbaumgewächse (Oleaceae). Der Gattungsname ehrt den italienischen Geistlichen und Agronomen Giammaria Picconi (Giovanni Maria Piccone) (1772–1832).

## Beschreibung

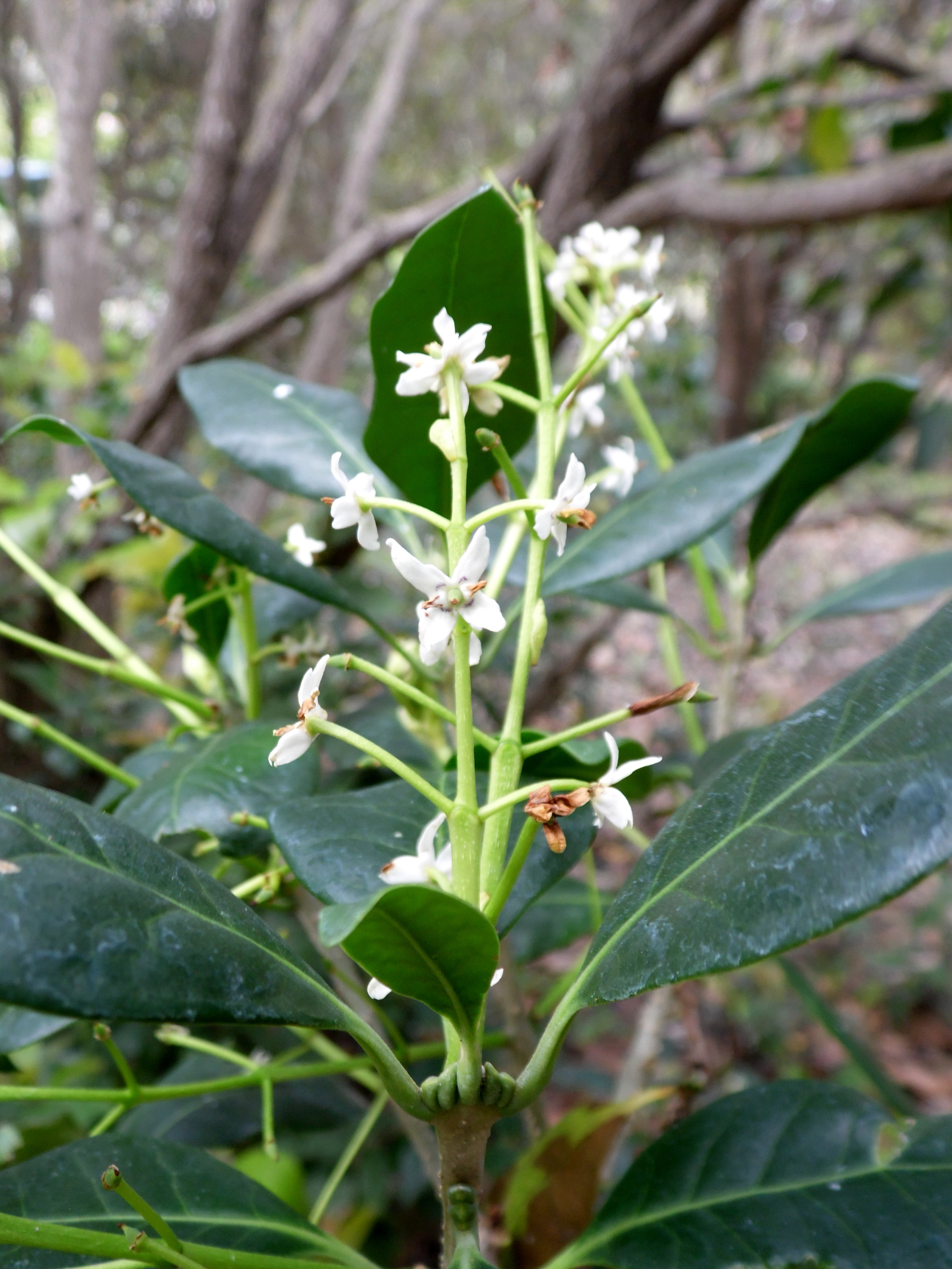
Blütenstand von Picconia excelsa

Picconia excelsa ist ein immergrüner Baum der Wuchshöhen bis über 15 Meter erreicht. Äste und Blätter sind kahl. Der Stammdurchmesser erreicht 60 Zentimeter. Die bräunliche Borke ist fein gefurcht bis würfelrissig. Die Zweige sind rund, weiß und besitzen lippenförmige weiße Lentizellen. Die kurz gestielten, gegenständigen, kahlen, steifen und meist stumpfen, seltener spitzen bis stachelspitzigen Laubblätter sind 2 bis 6 Zentimeter breit, bis über 11 Zentimeter lang, meist elliptisch bis eiförmig, seltener verkehrt-eiförmig, ledrig, ganzrandig, selten leicht gesägt, mit kurz eingerolltem Rand, fein entfernt punktiert und verschmälern sich flügelig in den Stiel. 
Die gestielten, kleinen, duftenden, zwittrigen, vierzähligen Blüten mit doppelter Blütenhülle sind weiß und stehen gegenständig in kurzen, achselständigen, wenigblütigen, lockeren Trauben an den Zweigenden. Die Tragblätter sind abfallend. Die Kronröhre ist kurz bis fehlend. Der Kelch ist klein und die ausladenden, lanzettlichen Petalen stehen in zwei Paaren. Es sind zwei kurze Staubblätter mit großen, pfeilförmigen Antheren vorhanden. Der zweikammerige Fruchtknoten mit kurzem bis fehlendem Griffel und gelappter Narbe ist mittel- bis oberständig.
Die kleinen, bis zu 2 Zentimeter langen, einsamigen Steinfrüchte sind ellipsoid bis eiförmig, olivenförmig, leicht „bereift“, blau-schwarz und trocken.

## Vorkommen
Picconia excelsa kommt auf den Kanaren-Inseln El Hierro, La Palma, La Gomera, Teneriffa und Gran Canaria vor sowie auf Madeira.

## Verwandte Arten
Die einzige weitere Art dieser Gattung ist Picconia azorica (Tutin) Knobl., sie kommt auf den Azoren vor.